# Porterdale
Porterdale é uma cidade  localizada no estado americano de Geórgia, no Condado de Newton.

## Demografia
Segundo o censo americano de 2000, a sua população era de 1281 habitantes.
Em 2006, foi estimada uma população de 1728, um aumento de 447 (34.9%).

## Geografia
De acordo com o United States Census Bureau tem uma área de 2,7 km², dos quais 2,7 km² cobertos por terra e 0,0 km² cobertos por água. Porterdale localiza-se a aproximadamente 223 m acima do nível do mar.

## Localidades na vizinhança
O diagrama seguinte representa as localidades num raio de 20 km ao redor de Porterdale.